# 10 marca
10 marca jest 69. (w latach przestępnych 70.) dniem w kalendarzu gregoriańskim. Do końca roku pozostaje 296 dni.

## Święta
- Imieniny obchodzą: Aleksander, Cyprian, Eugenia, Gaja, Gajusz, Makary, Piotr, Porfirion, Symplicjusz, Symplicy i Zwnisława.
- Mjanma – Święto Pory Bezdeszczowej
- Polska –  Dzień Mężczyzn[1]
- Stany Zjednoczone – Narodowy Dzień Spódnicy (ang. National Skirt Day – NSD[2]), po raz pierwszy obchodzony 10 marca 1998 r., w Polsce obchodzony 30 października
- Wspomnienia i święta w Kościele katolickim[3][4] obchodzą:
  - czterdziestu męczenników z Sebasty (Kościół katolicki w Polsce; na świecie 9 marca)
  - św. Jan Ogilvie (męczennik)
  - bł. Jan Józef Lataste (dominikanin)
  - święci Kwadrat, Dionizy, Cyprian, Anekt, Paweł i Krescencjusz (męczennicy)
  - św. Makary (biskup Jerozolimy)
  - św. Maria Eugenia od Jezusa Milleret (zakonnica)
  - św. Symplicjusz (papież)

## Wydarzenia w Polsce
- 1296 – Książę kujawski Władysław Łokietek i książę głogowski Henryk III zawarli układ w Krzywiniu o podziale Wielkopolski.
- 1422 – Paul von Rusdorf został wielkim mistrzem zakonu krzyżackiego.
- 1646 – Król Władysław IV Waza ożenił się z księżniczką francuską Marią Ludwiką Gonzagą de Nevers.
- 1813 – Król Prus Fryderyk Wilhelm III ustanowił we Wrocławiu odznaczenie wojskowe Krzyża Żelaznego.
- 1863 – Marian Langiewicz został dyktatorem powstania styczniowego.
- 1919 – We Lwowie ukazało się pierwsze wydanie polskojęzyczego dziennika żydowskiego „Chwila”.
- 1920 – Wojna polsko-bolszewicka: wojska bolszewickie rozpoczęły ofensywę na zachód.
- 1922 – Powstał drugi rząd Antoniego Ponikowskiego.
- 1930 – W Chojnicach założono Miejski Klub Sportowy Chojniczanka.
- 1934 – Uchwalono pierwszą ustawę o ochronie przyrody, która dała m.in. podstawy prawne do tworzenia parków narodowych.
- 1944:
  - Polskie podziemie przeprowadziło akcje odwetowe w zamieszkanych przez Ukraińców wsiach powiatu hrubieszowskiego.
  - W ruinach getta warszawskiego Niemcy rozstrzelali 38 Żydów (w tym Emanuela Ringelbluma, historyka i twórcę podziemnego Archiwum Getta Warszawskiego) i ich dwóch polskich opiekunów z wykrytego 7 marca przez Gestapo podziemnego bunkra „Krysia” przy ul. Grójeckiej.
- 1945 – Armia Czerwona zajęła Lębork i Łebę
- 1947 – Polska i Czechosłowacja zawarły układ o przyjaźni.
- 1952 – Dokonano oblotu szybowca SZD-9 Bocian.
- 1954 – Rozpoczął się II Zjazd PZPR.
- 1959 – Rozpoczął się III Zjazd PZPR.
- 1981 – Doszło do pierwszego spotkania premiera gen. Wojciecha Jaruzelskiego i przewodniczącego NSZZ „Solidarność” Lecha Wałęsy.
- 1986 – Premiera filmu Wkrótce nadejdą bracia w reżyserii Kazimierza Kutza.
- 1990 – Rozpoczęło nadawanie zakopiańskie Radio Alex.
- 1994 – Założono Uniwersytet Opolski.
- 2000 – Ukazało się pierwsze wydanie tygodnika „Fakty i Mity”.
- 2008 – Husni Mubarak jako pierwszy prezydent Egiptu złożył oficjalną wizytę w Polsce.
- 2009 – Arcybiskup metropolita przemyski Józef Michalik został wybrany ponownie na przewodniczącego Konferencji Episkopatu Polski.

## Wydarzenia na świecie

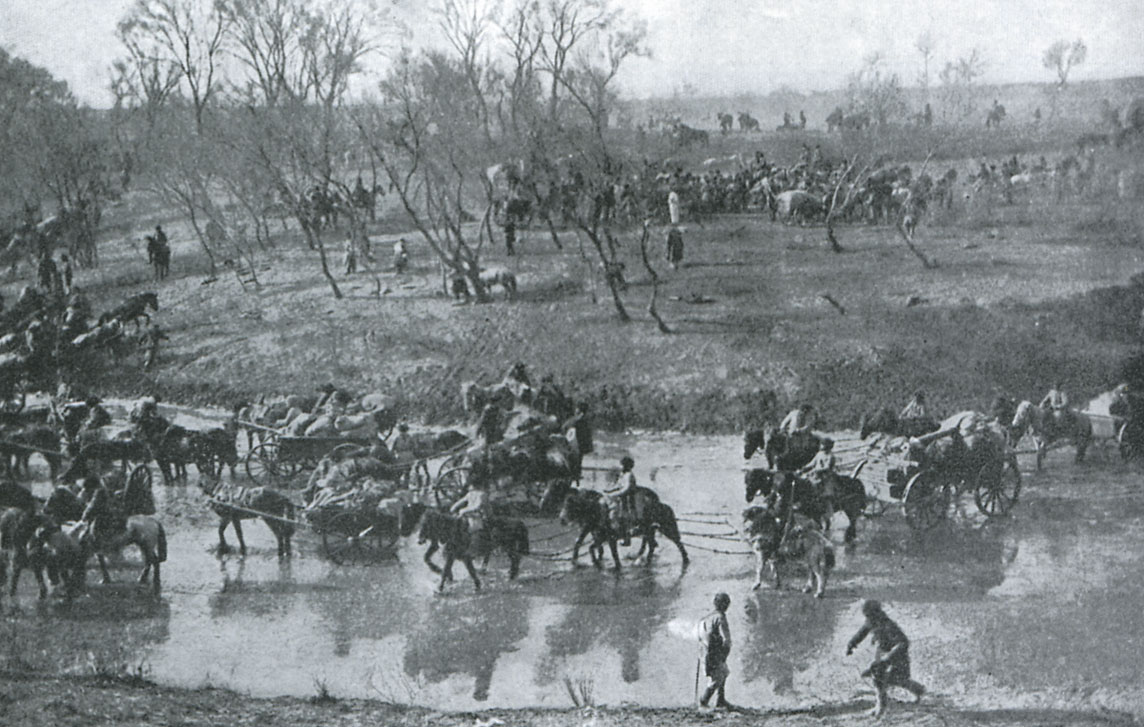
Pokonana armia rosyjska w czasie odwrotu spod Mukdenu (1905)

- 241 p.n.e. – I wojna punicka: zwycięstwo floty rzymskiej nad kartagińską w bitwie koło Wysp Egadzkich.
- 1045 – Benedykt IX, po wypędzeniu Sylwestra III, objął po raz drugi tron papieski.
- 1098 – Baldwin I z Boulogne został hrabią Edessy.
- 1208 – Papież Innocenty III wezwał do krucjaty przeciwko albigensom.
- 1517 – W Moskwie został zawarty antypolski traktat zaczepno-obronny pomiędzy wielkim księciem moskiewskim Wasylem III a zakonem krzyżackim.
- 1528 – Przywódca anabaptystów Balthasar Hubmaier został spalony na stosie w Wiedniu.
- 1535 – Biskup Panamy Tomás de Berlanga odkrył Wyspy Galapagos.
- 1552 – Poświęcono kamień węgielny pod budowę bazyliki Santa Maria Assunta di Carignano w Genui.
- 1557 – Francuscy hugenoci odprawili pierwsze w historii Brazylii protestanckie nabożeństwo.
- 1629 – Król Anglii Karol I Stuart rozwiązał parlament i rozpoczął 11-letnie dyktatorskie rządy.
- 1649 – Król Portugalii Jan IV Szczęśliwy wydał dekret o utworzeniu Kompanii Handlowej w Brazylii.
- 1710 – III wojna północna: zwycięstwo wojsk szwedzkich nad duńskimi w bitwie pod Helsingborgiem.
- 1725 – W Soborze Pietropawłowskim w Petersburgu został pochowany car Rosji Piotr I Wielki.
- 1750 – Agostino Viale został dożą Genui.
- 1785 – Późniejszy prezydent Thomas Jefferson został amerykańskim ambasadorem we Francji.
- 1791 – Papież Pius VI potępił francuską Konstytucję cywilną kleru.
- 1793 – Rewolucja francuska:
  - Powołano Trybunał Rewolucyjny w celu walki z kontrrewolucją.
  - W departamencie Wandea zachodniej Francji wybuchło rojalistyczne powstanie
- 1801 – W Wielkiej Brytanii odbył się pierwszy spis ludności.
- 1804 – W Saint Louis odbyła się uroczystość przekazania przez Francję Luizjany Stanom Zjednoczonym.
- 1814 – VI koalicja antyfrancuska: zwycięstwo wojsk prusko-rosyjskich nad francuskimi w bitwie pod Laon.
- 1831 – Utworzono francuską Legię Cudzoziemską.
- 1845 – Otwarto stadion krykietowy The Oval w Londynie.
- 1846 – Kōmei został cesarzem Japonii.
- 1848 – Senat USA ratyfikował traktat z Guadalupe Hidalgo kończący wojnę amerykańsko-meksykańską.
- 1863 – Przyszły król Wielkiej Brytanii Edward VII poślubił księżniczkę duńską Aleksandrę.
- 1864 – Ludwik II Wittelsbach został królem Bawarii.
- 1869 – Bayonne w New Jersey otrzymało prawa miejskie.
- 1875 – Louis Buffet został premierem Francji.
- 1876 – Alexander Graham Bell przeprowadził pierwszą rozmowę telefoniczną.
- 1894 – Ukazało się pierwsze wydanie anglojęzycznego chińskiego dziennika „Peking and Tientsin Times”.
- 1896 – Grek Charilaos Wasilakos wygrał pierwszy bieg maratoński, uzyskując czas 3 godz. 18 min.
- 1904 – Uruchomiono komunikację tramwajową w szwedzkim mieście Norrköping.
- 1905:
  - Wojna rosyjsko-japońska: zwycięstwem Japończyków zakończyła się bitwa pod Mukdenem.
  - Założono londyński klub piłkarski Chelsea F.C.
- 1906 – W katastrofie w kopalni Courrières we Francji zginęło 1099 górników.
- 1912 – Yuan Shikai został drugim prezydentem Chin.
- 1914 – W National Gallery w Londynie sufrażystka Mary Richardson zniszczyła siedmioma uderzeniami siekiery obraz Wenus z lustrem Diego Velázqueza.
- 1915 – Dimitrios Gunaris został premierem Grecji.
- 1919 – Uchwalono konstytucję Ukrainy radzieckiej.
- 1920 – Hjalmar Branting został premierem Szwecji.
- 1921 – W Atenach następca tronu Rumunii książę Karol ożenił się z księżniczką grecką i duńską Heleną.
- 1923 – Założono hiszpański klub piłkarski Villarreal CF.
- 1925 – Założono grecki klub sportowy Olympiakos Pireus.
- 1930 – W pożarze sali kinowej w bazie japońskiej marynarki wojennej w Jinhae w Generalnym Gubernatorstwie Korei zginęło 105 osób (w większości dzieci).
- 1933:
  - 117 osób zginęło w trzęsieniu ziemi w Long Beach w Kalifornii.
  - Panajis Tsaldaris został po raz drugi premierem Grecji.
- 1938:
  - Odbyła się 10. ceremonia wręczenia Oscarów.
  - Premiera amerykańskiego dramatu filmowego Jezebel w reżyserii Williama Wylera.
- 1939 – W trakcie XVIII Zjazdu WKP(b) Józef Stalin wygłosił tzw. „kasztanową mowę”, która była zapowiedzią zbliżenia radziecko-niemieckiego.
- 1942 – Wojna na Pacyfiku: Cesarska Armia Japońska zajęła Finschhafen na Nowej Gwinei.
- 1944:
  - Bitwa o Atlantyk: na zachód od Irlandii kanadyjska łódź latająca Short Sunderland zatopiła niemiecki okręt podwodny U-625 wraz z całą, 53-osobową załogą.
  - Kampania śródziemnomorska: na północ od Bizerty brytyjski trałowiec HMS „Mull” zatopił niemiecki okręt podwodny U-343 wraz z całą, 51-osobową załogą.
  - Otwarto Park Meir w Tel Awiwie.
  - W Moskwie powstała rządowa agencja prasowa Polpress utworzona przez Związek Patriotów Polskich.
- 1945:
  - Na Filipinach zniesiono ruch lewostronny.
  - Wojna na Pacyfiku: w nocy z 9 marca Amerykanie dokonali nocnego nalotu dywanowego na Tokio, w wyniku którego zginęło ponad 100 tys. osób.
- 1946 – Zakończył się zwołany przez władze stalinowskie tzw. pseudosobór lwowski, na którym zniesiono unię brzeską i przyłączono Ukraińską Cerkiew Greckokatolicką do Rosyjskiego Kościoła Prawosławnego.
- 1948:
  - Czechosłowacki minister spraw zagranicznych Jan Masaryk zginął wypadając w niewyjaśnionych okolicznościach z okna gmachu ministerstwa.
  - W Norymberdze zakończył się proces członków organizacji zajmujących się nazistowskimi programami rasowymi.
- 1949 – I wojna izraelsko-arabska: wojska izraelskie zajęły Ejlat nad Morzem Czerwonym.
- 1951 – Henri Queuille został po raz trzeci premierem Francji.
- 1952 – Gen. Fulgencio Batista dokonał przewrotu wojskowego i objął władzę na Kubie.
- 1953 – Premiera musicalu filmowego Lili w reżyserii Charlesa Waltersa.
- 1959:
  - Dokonano oblotu amerykańskiego samolotu szkolno-treningowego Northrop T-38 Talon.
  - W Tybecie wybuchło antychińskie powstanie, w którym zginęło ok. 86 tys. Tybetańczyków.
- 1963 – Mohammad Jusuf Chan został premierem Afganistanu.
- 1966 – Odbył się ślub przyszłej królowej holenderskiej Beatrycze z niemieckim dyplomatą Clausem von Amsbergiem.
- 1969 – Zabójca pastora Martina Luthera Kinga, James Earl Ray, został skazany na 99 lat pozbawienia wolności.
- 1970:
  - Po nieudanej próbie uprowadzenia samolotu An-24 wschodnioniemieckich linii Interflug w celu ucieczki do RFN, małżonkowie Christel i Eckhard Wehage popełnili samobójstwo przy użyciu przemyconego na pokład pistoletu.
  - W Rumunii rozpoczęto budowę Drogi Transfogaraskiej.
- 1971 – William McMahon został premierem Australii.
- 1972 – Marszałek Lon Nol rozwiązał parlament i przejął pełnię władzy w Kambodży.
- 1973:
  - Dokonano oblotu samolotu szkolnego Boeing T-43.
  - Gubernator Bermudów Richard Sharples i jego asystent zostali zamordowani przez skrajne ugrupowanie „Czarne Berety”.
- 1975 – Wojna wietnamska: wojska północnowietnamskie rozpoczęły szturm na miasto Buôn Ma Thuột w Wietnamie Południowym, które upadło następnego dnia.
- 1977 – Odkryto pierścienie Urana.
- 1978 – Dokonano oblotu francuskiego myśliwca Mirage 2000.
- 1980 – W Kabylii i Algierze wybuchły protesty społeczne przeciwko arabizacji (tzw. „Berberyjska Wiosna”), spowodowane odwołaniem wykładu o poezji starokabylskiej na uniwersytecie w Tizi Wuzu.
- 1982 – USA nałożyły embargo na import libijskiej ropy naftowej.
- 1985 – W samobójczym zamachu bombowym w Metulli na północy Izraela zginęło 12 żołnierzy, a 14 zostało rannych.
- 1987 – Charles Haughey został po raz trzeci premierem Irlandii.
- 1989 – 24 osoby zginęły, a 45 zostało rannych w katastrofie lotu Air Ontario 1363 w Dryden w kanadyjskiej prowincji Ontario.
- 1991 – Palestyńscy terroryści zasztyletowali 4 Izraelki na przystanku autobusowym w Jerozolimie.
- 1992:
  - Eduard Szewardnadze został przewodniczącym nowo utworzonej Rady Państwa Gruzji.
  - We Frankfurcie nad Menem w związku z tzw. aferą karabinową aresztowano sześciu Polaków.
- 1993 – Adolfas Šleževičius został premierem Litwy.
- 1995 – Konstandinos Stefanopulos został prezydentem Grecji.
- 1997 – Libia i Watykan nawiązały stosunki dyplomatyczne.
- 2002 – Ubiegający się o reelekcję urzędujący prezydent Denis Sassou-Nguesso wygrał w pierwszej turze wybory prezydenckie w Kongo.
- 2004 – Kostas Karamanlis został premierem Grecji.
- 2005 – 50 osób zginęło, a ponad 80 zostało rannych w samobójczym zamachu bombowym na szyicki meczet w irackim Mosulu.
- 2006 – Co najmniej 30 osób, (w tym 21 dzieci) zginęło po wybuchu miny-pułapki pod autobusem w Dera Bugti w pakistańskiej prowincji Beludżystan.
- 2008:
  - 5 amerykańskich żołnierzy zginęło w zamachu bombowym w Bagdadzie.
  - Leonard Cohen został przyjęty do Rock and Roll Hall of Fame.
  - Wystąpienia mieszkańców przeciw władzom chińskim zapoczątkowały największe od blisko 50 lat zamieszki w Tybecie.
- 2009 – 11 osób zginęło w masakrze w hrabstwie Geneva w Alabamie.
- 2011:
  - 26 osób zginęło, a 313 zostało rannych w trzęsieniu ziemi na pograniczu chińsko-birmańskim.
  - Wojna domowa w Libii: zwycięstwo sił rządowych w I bitwie o Az-Zawiję.
- 2012 – Spłonął częściowo zamek Krásna Hôrka górujący nad miejscowością Krásnohorské Podhradie na Słowacji.
- 2017 – Południowokoreański Sąd Konstytucyjny zatwierdził impeachment prezydent Park Geun-hye, uznając ją winną złamania konstytucji i obowiązującego prawa.
- 2019 – Wszystkie 157 osób na pokładzie zginęło w katastrofie lecącego z Addis Abeby do Nairobi należącego do Ethiopian Airlines Boeinga 737 MAX 8 w okolicy miasta Debre Zeit w środkowej Etiopii.
- 2022 – Katalin Novák została wybrana przez Zgromadzenie Narodowe na urząd prezydenta Węgier.
- 2024 – Odbyła się 96. ceremonia wręczenia Oscarów.

## Zdarzenia astronomiczne ieksploracja kosmosu
- 1978 – Zakończyła się misja kosmiczna Sojuz 28.
- 1982 – Wszystkie planety ustawiły się po jednej stronie Słońca.
- 2006 – Amerykańska sonda Mars Reconnaissance Orbiter weszła na orbitę Marsa.

## Urodzili się
- 1315 – Ramathibodi I, król Syjamu (zm. 1369)
- 1415 – Wasyl II Ślepy, wielki książę moskiewski (zm. 1462)
- 1430 – Oliviero Carafa, włoski duchowny katolicki, arcybiskup Neapolu, kardynał (zm. 1511)
- 1452 – Ferdynand II Katolicki, król Aragonii, Sycylii, Kastylii i Neapolu (zm. 1516)
- 1503 – Ferdynand I Habsburg, cesarz rzymski, król Czech i Węgier (zm. 1564)
- 1533 – Franciszek III Gonzaga, książę Mantui, hrabia Montferratu (zm. 1550)
- 1549 – Franciszek Solano, hiszpański franciszkanin, misjonarz, święty (zm. 1610)
- 1575 – Giovanni Antonio Facchinetti de Nuce młodszy, włoski kardynał (zm. 1606)
- 1596 – Maria Elżbieta Wazówna, szwedzka księżniczka (zm. 1618)
- 1597 – Ercole Gennari, włoski malarz (zm. 1658)
- 1599 – Alfons Rodríguez, hiszpański jezuita, misjonarz, męczennik, święty (zm. 1628)
- 1604:
  - Johann Glauber, niemiecki aptekarz, alchemik, technolog (zm. 1670)
  - Burchard Müller von der Lühnen, szwedzki dowódca wojskowy (zm. 1670)
- 1609 – Grzegorz Jan Zdziewojski, polski duchowny katolicki, teolog, działacz kontrreformacji, poeta (zm. ok. 1685)
- 1628 – Marcello Malpighi, włoski biolog, anatom, lekarz (zm. 1694)
- 1630 – Gilles-François de Gottignies, belgijski jezuita, matematyk, astronom (zm. 1689)
- 1653 – John Benbow, angielski admirał (zm. 1702)
- 1654 – Giuseppe Bartolomeo Chiari, włoski malarz (zm. 1727)
- 1668 – Jerzy Józef Radziwiłł, polski ziemianin, polityk (zm. 1689)
- 1682 – Wilhelm VIII, landgraf Hesji-Kassel (zm. 1760)
- 1703 – Peter Warren, brytyjski admirał (zm. 1752)
- 1706 – Franz Konrad von Rodt, niemiecki duchowny katolicki, biskup Konstancji, kardynał (zm. 1775)
- 1709 – Georg Steller, niemiecki lekarz, przyrodnik, podróżnik (zm. 1746)
- 1711 – Michał Antoni Sapieha, polski poeta, tłumacz, polityk (zm. 1760)
- 1730 – Wincenty (Jovanović Vidak), serbski biskup prawosławny (zm. 1780)
- 1737 – Vittorio Maria Baldassare Gaetano Costa d’Arignano, włoski duchowny katolicki, arcybiskup Turynu, kardynał (zm. 1796)
- 1747 – Iolo Morganwg, walijski antykwariusz, poeta, kolekcjoner i fałszerz literatury (zm. 1826)
- 1748 – John Playfair, szkocki matematyk, geolog, wykładowca akademicki (zm. 1819)
- 1749:
  - Lorenzo Da Ponte, włoski librecista pochodzenia żydowskiego (zm. 1838)
  - Tomasz Przyjemski, polski szlachcic, polityk (zm. 1802)
- 1752 – Józef Zajączek, polski i francuski generał, polityk, jakobin polski, namiestnik Królestwa Polskiego (zm. 1826)
- 1760 – Leandro Fernández de Moratín, hiszpański dramatopisarz (zm. 1828)
- 1768 – Domingos Sequeira, portugalski malarz (zm. 1837)
- 1772 – Friedrich Schlegel, niemiecki poeta, językoznawca, filozof (zm. 1829)
- 1776 – Luiza, królowa Prus (zm. 1810)
- 1787 – William Etty, brytyjski malarz (zm. 1849)
- 1788 – Joseph von Eichendorff, niemiecki poeta (zm. 1857)
- 1791 – Józef Grzegorz Wojtarowicz, polski duchowny katolicki, biskup tarnowski (zm. 1875)
- 1799 – Stanisław Jabłonowski, polski pionier przemysłu naftowego, uczestnik powstania listopadowego (zm. 1878)
- 1800:
  - Józef Bajerski, polski kapitan, uczestnik powstania listopadowego, emigrant (zm. 1867)
  - George Hudson, brytyjski finansista (zm. 1871)
  - Thomas Webster, brytyjski malarz (zm. 1886)
- 1806 – Józef Teodor Głębocki, polski oficer, historyk, uczestnik powstania listopadowego (zm. 1886)
- 1807:
  - Ludwig Most, niemiecki malarz (zm. 1883)
  - Józef Starkel, polski lekarz, działacz społeczny, oświatowy i gospodarczy (zm. 1875)
- 1808:
  - William D. Porter, amerykański komodor (zm. 1864)
  - Leon Hieronim Radziwiłł, polski książę, generał rosyjski (zm. 1885)
- 1809 – Konstanty Gaszyński, polski poeta, prozaik, publicysta, tłumacz (zm. 1866)
- 1810:
  - Stanisław Kierbedź, polski inżynier, generał-major armii rosyjskiej (zm. 1899)
  - John McCloskey, amerykański duchowny katolicki pochodzenia irlandzkiego, arcybiskup Nowego Jorku, kardynał pochodzenia irlandzkiego (zm. 1885)
  - Chaim Zelig Słonimski, polski pisarz, matematyk, astronom, wynalazca pochodzenia żydowskiego (zm. 1904)
- 1811 – Tomasz August Olizarowski, polski dramaturg (zm. 1879)
- 1818 – Auguste Tardieu, francuski lekarz, pionier medycyny sądowej (zm. 1879)
- 1820 – Heinrich Laehr, niemiecki psychiatra (zm. 1905)
- 1822:
  - Jan Ignacy Kenig, rosyjski nżynier kolejnictwa, rzeczywisty radca stanu pochodzenia polsko-niemieckiego (zm. 1880)
  - Willem Roelofs, holenderski malarz, grawer, litograf, rysownik, entomolog (zm. 1897)
- 1827:
  - Józef Franciszek Bliziński, polski dramaturg, komediopisarz (zm. 1893)
  - Jan Bogdanowicz, polski ziemianin, uczestnik Wiosny Ludów na Węgrzech (zm. 1891)
- 1832:
  - Heinrich Bellermann, niemiecki kompozytor, muzykolog (zm. 1903)
  - John Owen Dominis, książę małżonek Hawajów (zm. 1891)
- 1833:
  - Klemens Marchisio, włoski duchowny katolicki, błogosławiony (zm. 1903)
  - Dimitrie Sturdza, rumuński polityk, premier Rumunii (zm. 1914)
- 1839 – Dudley Buck, amerykański kompozytor, organista (zm. 1909)
- 1841:
  - Ina Coolbrith, amerykańska poetka (zm. 1928)
  - Victor-Charles Mahillon, belgijski muzykolog, budowniczy instrumentów muzycznych (zm. 1924)
- 1842 – Jean-Jules-Antoine Lecomte du Nouÿ, francuski malarz, rzeźbiarz (zm. 1923)
- 1843 – Heinrich Lossow, niemiecki malarz, ilustrator, iluminator (zm. 1897)
- 1844:
  - Alfred Kamienobrodzki, polski budowniczy, architekt, malarz, akwarelista (zm. 1922)
  - Pablo Sarasate, hiszpański skrzypek, kompozytor (zm. 1908)
  - Marie Spartali Stillman, brytyjska malarka pochodzenia greckiego (zm. 1927)
- 1845 – Aleksander III Romanow, car Rosji (zm. 1894)
- 1847:
  - Stanisław Dobrzański, polski komediopisarz, aktor, reżyser i dyrektor teatrów (zm. 1880)
  - Karol Kozłowski, polski architekt (zm. 1902)
  - Kate Sheppard, nowozelandzka działaczka na rzecz praw kobiet (zm. 1934)
- 1849 – Anton Zerr, niemiecki duchowny katolicki, biskup tyraspolski (zm. 1932)
- 1850 – Spencer Gore, brytyjski tenisista (zm. 1906)
- 1852 – Léon Moreaux, francuski strzelec sportowy (zm. 1921)
- 1853 – Thomas Mackenzie, nowozelandzki podróżnik, dyplomata, polityk, premier Nowej Zelandii pochodzenia szkockiego (zm. 1930)
- 1854:
  - Miquel Costa Llobera, hiszpański duchowny katolicki, Sługa Boży, poeta, tłumacz (zm. 1922)
  - Arnošt Muka, serbołużycki slawista, pedagog, pisarz (zm. 1932)
  - Stanisław Tondos, polski malarz (zm. 1917)
- 1855 – Everis A. Hayes, amerykański polityk (zm. 1942)
- 1857 – Fedor Krause, niemiecki neurochirurg (zm. 1937)
- 1858 – Henry Watson Fowler, brytyjski leksykograf, filolog (zm. 1933)
- 1861 – Clelia Merloni, włoska zakonnica, błogosławiona (zm. 1930)
- 1865:
  - Julian Nowak, polski lekarz, bakteriolog, polityk, premier RP (zm. 1946)
  - Tan Sitong, chiński publicysta, poeta, prozaik, filozof (zm. 1898)
- 1866 – Ignacy Nikorowicz, polski dramaturg, prozaik pochodzenia ormiańskiego (zm. 1951)
- 1867 – Hector Guimard, francuski architekt (zm. 1942)
- 1869 – Jerzy Turnau, polski ziemianin, literat, malarz (zm. 1925)
- 1870:
  - Archer Milton Huntington, amerykański filantrop, pisarz, kolekcjoner dzieł sztuki (zm. 1955)
  - Ester Rachel Kamińska, polska aktorka (zm. 1925)
  - Dawid Riazanow, rosyjski teoretyk marksizmu (zm. 1938)
- 1872 – Henri Arthus, francuski żeglarz sportowy (zm. 1962)
- 1873:
  - Witold Noskowski, polski dziennikarz, krytyk teatralny i muzyczny (zm. 1939)
  - Jakob Wassermann, niemiecki pisarz pochodzenia żydowskiego (zm. 1934)
- 1875:
  - Aleksandr Goldenweiser, rosyjski pianista, kompozytor, pedagog pochodzenia żydowskiego (zm. 1961)
  - Wiktor Lampe, polski chemik (zm. 1962)
- 1876:
  - Witold Czartoryski, polski książę, mecenas sztuki (zm. 1911)
  - Edvard Eriksen, duńsko-islandzki rzeźbiarz (zm. 1959)
  - Edmundas Frykas, litewski architekt, inżynier (zm. 1944)
  - Anna Hyatt Huntington, amerykańska rzeźbiarka (zm. 1973)
- 1877:
  - Pasqual Ortiz Rubio, meksykański polityk, prezydent Meksyku (zm. 1963)
  - Émile Sarrade, francuski rugbysta (zm. 1953)
- 1879 – Hans Luther, niemiecki polityk, kanclerz i prezydent Niemiec (zm. 1962)
- 1880 – August Rogall, litewski działacz spółdzielczy, polityk pochodzenia niemieckiego (zm. 1941)
- 1881 – Hans Latscha, niemiecki rugbysta (zm. 1967)
- 1883:
  - Janina Burhardt, polska działaczka niepodległościowa, dama Orderu Virtuti Militari (zm. 1924)
  - Władimir Kłopotowski, rosyjski dziennikarz, wydawca, publicysta, felietonista, pisarz, satyryk (zm. 1944)
- 1884 – Stanisław Jurkiewicz, polski prawnik, polityk, minister zdrowia i opieki społecznej (zm. 1954)
- 1886:
  - Bronisław Regulski, polski generał brygady (zm. 1961)
  - Edward Stamm, polski filozof, matematyk, logik, historyk matematyki, pedagog (zm. 1940)
- 1887:
  - Włodzimierz Dzerowicz, polski kapitan administracji piechoty (zm. ?)
  - Innocenty od Niepokalanego Poczęcia, hiszpański pasjonista, męczennik, święty (zm. 1934)
  - Hugh Roddin, brytyjski bokser (zm. 1954)
- 1888:
  - Barry Fitzgerald, irlandzki aktor (zm. 1961)
  - Emanuel Konstanty Imiela, śląski pisarz, działacz oświatowy i plebiscytowy (zm. 1953)
- 1890:
  - Władysław Kulczyński junior, polski taternik, lekarz (zm. 1923)
  - Józef Starzyński, polski rzeźbiarz (zm. 1961)
- 1891:
  - Sam Jaffe, amerykański aktor (zm. 1984)
  - Earl Johnson, amerykański lekkoatleta, długodystansowiec (zm. 1965)
- 1892:
  - Arthur Honegger, szwajcarski kompozytor (zm. 1955)
  - Gregory La Cava, amerykański reżyser i producent filmowy (zm. 1952)
- 1893:
  - Joannes Henricus Maria Koenen, holenderski psychiatra (zm. 1956)
  - Vytautas Landsbergis-Žemkalnis, litewski architekt (zm. 1993)
  - Maryla Lednicka-Szczytt, polska rzeźbiarka (zm. 1947)
  - Paul Turck, niemiecki pilot wojskowy, as myśliwski (zm. 1926)
  - Alfred Wallner, polski podpułkownik łączności (zm. 1948)
- 1894:
  - Janina Biesiadecka, polska aktorka (zm. 1944)
  - Józef Dominik, polski szachista (zm. 1920)
  - Adele Obermayr, austriacka polityk (zm. 1972)
- 1895:
  - Stjepan Gomboš, chorwacki architekt (zm. 1975)
  - Wanda Szczepańska, polska aktorka (zm. 1970)
- 1896 – Abdułła Adigamow, baszkirski i radziecki polityk (zm. 1968)
- 1897:
  - Raven von Barnekow, niemiecki pilot wojskowy, as myśliwski (zm. 1941)
  - Henryk Paszkiewicz, polski historyk, mediewista (zm. 1979)
- 1898:
  - Peer Krom, holenderski piłkarz (zm. 1965)
  - Tauno Lappalainen, fiński biegacz narciarski (zm. 1973)
  - Jean Pezon, francuski pilot wojskowy, as myśliwski (zm. 1980)
- 1899 – Iwan Latiecki, radziecki generał-major (zm. 1981)
- 1900:
  - Violet Brown, jamajska superstulatka (zm. 2017)
  - Bolesław Tyllia, polski dyrygent (zm. 1940)
- 1901:
  - József Holzbauer, węgierski piłkarz (zm. 1978)
  - Michel Seuphor, francuski malarz, poeta, krytyk i teoretyk sztuki (zm. 1999)
- 1902:
  - Sida Košutić, chorwacka dziennikarka, pisarka, poetka (zm. 1965)
  - Józef Zając, polski porucznik piechoty, cichociemny (zm. 1968)
- 1903:
  - Bix Beiderbecke, amerykański muzyk i kompozytor jazzowy (zm. 1931)
  - Jan Durka, polski piłkarz (zm. 1958)
  - Roman Jańczyk, polski piłkarz (zm. 1980)
  - Henryk Mückenbrunn, polski skoczek narciarski, alpejczyk pochodzenia żydowskiego (zm. 1956)
- 1904:
  - Bronisław Gajewski, polski działacz komunistyczny (zm. 1942)
  - Verners Kraulis, łotewski psychiatra, wykładowca akademicki (zm. 1944)
  - Władysław Spychaj-Sobczyński, polski działacz komunistyczny pułkownik funkcjonariusz organów bezpieczeństwa, dyplomata wojskowy (zm. 1986)
- 1905:
  - Betty Amann, niemiecka aktorka (zm. 1990)
  - Juliusz Jakóbiec, polski zootechnik, wykładowca akademicki (zm. 1968)
- 1906:
  - Feliks Mantel, polski historyk, dyplomata, polityk pochodzenia żydowskiego (zm. 1990)
  - Stanisław Siebert, polski działacz śpiewaczy (zm. 1985)
  - Wanda Wyhowska de Andreis, polska historyk, dziennikarka i działaczka emigracyjna (zm. 2006)
- 1907:
  - Vytautas Kazimieras Jonynas, litewski malarz, grafik, rzeźbiarz, ilustrator książek, projektant wnętrz, wykładowca akademicki (zm. 1997)
  - Hector McNeil, brytyjski polityk (zm. 1955)
  - Francisco Orlich Bolmarcich, kostarykański polityk, prezydent Kostaryki (zm. 1969)
- 1908:
  - Daniel Cederberg, szwedzki duchowny luterański, działacz ekumeniczny (zm. 1969)
  - Żozef Kotin, radziecki generał pułkownik, konstruktor czołgów (zm. 1979)
  - Kristjan Palusalu, estoński zapaśnik (zm. 1987)
  - Henryk Purzycki, polski lekarz, pisarz (zm. 1989)
- 1909:
  - Muriel Angelus, brytyjska aktorka (zm. 2004)
  - André Bonin, francuski florecista (zm. 1998)
  - Bogusław Brandt, polski artysta grafik, projektant znaczków pocztowych i ekslibrisów (zm. 1983)
  - Thomas LeRoy Collins, amerykański polityk (zm. 1991)
  - Stanisław Zamecznik, polski architekt, artysta plastyk, grafik, scenograf (zm. 1971)
- 1910:
  - Mira Grelichowska, polska aktorka, piosenkarka (zm. 1988)
  - Josef Hauser, niemiecki piłkarz wodny (zm. 1981)
  - Wasilij Kosow, radziecki polityk (zm. 1996)
  - Anna Luchter, polska mikrobiolog, profesor nauk przyrodniczych (zm. 1976)
- 1911:
  - René Carrière, francuski kierowca wyścigowy (zm. 1982)
  - Marita Camacho Quirós, kostarykańska pierwsza dama, superstulatka (zm. 2025)
  - Nino Mozzo, włoski kolarz torowy (zm. 1978)
  - Władysław Opęchowski, polski fizyk teoretyk, wykładowca akademicki (zm. 1993)
- 1912:
  - Halina Centkiewicz-Michalska, polska malarka, pedagog (zm. 2007)
  - George C. McGhee, amerykański przedsiębiorca naftowy, dyplomata (zm. 2005)
  - József Pálinkás, węgierski piłkarz, bramkarz (zm. 1991)
  - Frank Smithies, brytyjski matematyk (zm. 2002)
- 1913:
  - Nikołaj Arżanow, radziecki pilot wojskowy i doświadczalny (zm. 1976)
  - Adam Schaff, polski filozof pochodzenia żydowskiego (zm. 2006)
- 1914:
  - Ernst Brugger, szwajcarski polityk, prezydent Szwajcarii (zm. 1998)
  - Tadeusz Szymański, polski polityk, poseł na Sejm PRL (zm. 1998)
- 1915 – Antoni Bieszczad, polski rzeźbiarz (zm. 1980)
- 1916 – Zofia Opacka-Matera, polska pielęgniarka (zm. 1985)
- 1917 – Zbigniew Ścibor-Rylski, polski generał brygady, żołnierz AK, uczestnik powstania warszawskiego, działacz kombatancki (zm. 2018)
- 1918:
  - Zygmunt Michałowski, polski dziennikarz, komentator (zm. 2010)
  - Fernando Peyroteo, portugalski piłkarz, trener (zm. 1978)
  - Günther Rall, niemiecki pilot wojskowy, as myśliwski (zm. 2009)
  - Adrian Warburton, brytyjski pilot wojskowy (zm. 1944)
- 1920:
  - Władysława Górska, polska szachistka (zm. 2014)
  - Marian Kowalski, polski rzeźbiarz (zm. 2000)
  - Marcial Maciel, meksykański duchowny katolicki, założyciel zakonu Legion Chrystusa (zm. 2008)
  - Boris Vian, francuski pisarz, poeta, tłumacz, muzyk, aktor, scenarzysta (zm. 1959)
- 1921:
  - Władimir Diomin, rosyjski piłkarz, trener (zm. 1966)
  - Iwan Ryżkow, radziecki pułkownik (zm. 2011)
- 1923:
  - Halina Cieślińska-Brzeska, polska malarka, animatorka kultury (zm. 2004)
  - Val Fitch, amerykański fizyk, laureat Nagrody Nobla (zm. 2015)
  - Hans Riegel, niemiecki przedsiębiorca (zm. 2013)
  - Hedy Schlunegger, szwajcarska narciarka alpejska (zm. 2003)
- 1924:
  - Čestmír Adam, czechosłowacki polityk (zm. 1999)
  - Jan Janczura, polski polityk, poseł na Sejm PRL (zm. 1984)
  - Branko Kralj, chorwacki piłkarz, bramkarz (zm. 2012)
  - Ruggero Puletti, włoski literaturoznawca, dziennikarz, polityk, eurodeputowany (zm. 2003)
- 1925:
  - Mordechaj Alkachi, żydowski bojownik, członek Irgunu (zm. 1947)
  - Aleksandra Błażejewska, polska entomolog, profesor
  - Anatolij Moszkowski, rosyjski autor literatury młodzieżowej (zm. 2000)
  - Leon Weliczker Wells, amerykański inżynier pochodzenia żydowskiego (zm. 2009)
- 1926:
  - Dżambyn Batmönch, mongolski polityk komunistyczny, premier, sekretarz generalny Mongolskiej Partii Ludowo-Rewolucyjnej, przewodniczący Wielkiego Churała Państwowego (zm. 1997)
  - Zbigniew Błaszczak, polski lekarz weterynarii, polityk, senator RP (zm. 2019)
  - Czesław Cywiński, polski podpułkownik, żołnierz AK, działacz kombatancki (zm. 2010)
  - Iwan Filin, rosyjski lekkoatleta, maratończyk (zm. 2000)
  - Marques Haynes, amerykański koszykarz (zm. 2015)
  - Zbigniew Salwa, polski prawnik (zm. 2008)
  - Aleksandr Zacepin, rosyjski kompozytor, twórca muzyki filmowej
- 1927:
  - Jupp Derwall, niemiecki piłkarz, trener (zm. 2007)
  - Claude Laydu, francuski aktor filmowy i teatralny (zm. 2011)
  - Barbara Sinatra, amerykańska modelka, tancerka, działaczka charytatywna (zm. 2017)
- 1928:
  - Sara Montiel, hiszpańska aktorka, piosenkarka (zm. 2013)
  - James Earl Ray, amerykański zamachowiec (zm. 1998)
  - Iwona Zaborowska-Baer, polska scenografka teatralna, malarka (zm. 2005)
- 1929:
  - Arthur Barnard, amerykański lekkoatleta, płotkarz (zm. 2018)
  - Boris Nikołow, bułgarski bokser (zm. 2017)
- 1930:
  - Sándor Iharos, węgierski lekkoatleta średnio- i długodystansowiec (zm. 1996)
  - Justinas Marcinkevičius, litewski poeta, dramaturg (zm. 2011)
  - Anna Marzec, polska chemik, wykładowczyni akademicka (zm. 2021)
  - Wolfgang Roloff, niemiecki piosenkarz, kompozytor, producent muzyczny (zm. 2011)
  - Henryk Wilk, polski inżynier, polityk, senator RP (zm. 2002)
  - Mark Workman, amerykański koszykarz (zm. 1983)
- 1931:
  - Janusz Lewandowski, polski dyplomata (zm. 2013)
  - Bernadetta Matuszczak, polska kompozytorka (zm. 2021)
  - Tadeusz Różycki, polski działacz kombatancki, uczestnik powstania warszawskiego
  - Henryk Świderski, polski polityk, poseł na Sejm PRL (zm. 1994)
- 1932:
  - Józef Marek, polski duchowny katolicki, biskup pomocniczy wrocławski (zm. 1978)
  - Georges Rawiri, gaboński dyplomata, polityk, poeta (zm. 2006)
  - Anatolij Roszczin, rosyjski zapaśnik (zm. 2016)
- 1933:
  - Hugh Nissenson, amerykański pisarz (zm. 2013)
  - Balkrishan Singh, indyjski hokeista na trawie (zm. 2004)
  - John Wrighton, brytyjski lekkoatleta, sprinter
- 1934:
  - Fu Cong, chiński pianista (zm. 2020)
  - Gergely Kulcsár, węgierski lekkoatleta, oszczepnik (zm. 2020)
  - Hugh Patrick Slattery, irlandzki duchowny katolicki, biskup Tzaneen w RPA (zm. 2024)
  - Ludomir Słupeczański, polski architekt, malarz, rysownik, pedagog (zm. 2012)
  - Tatiana Štefanovičová, słowacka archeolog, historyk (zm. 2021)
  - Iwan Utrobin, rosyjski biegacz narciarski (zm. 2020)
- 1935:
  - Manfred Germar, niemiecki lekkoatleta, sprinter
  - Dinko Petrow, bułgarski zapaśnik
  - Grzegorz Polakow, polski piłkarz, trener
- 1936:
  - Joseph Blatter, szwajcarski ekonomista, działacz sportowy, sekretarz generalny FIFA
  - Iwao Hakamada, japoński bokser
  - Alina Lichtarowicz, polska lekarka i katolicka działaczka społeczna
  - Wojciech Łukaszewski, polski kompozytor, krytyk muzyczny, pedagog (zm. 1978)
  - José Luis Redrado Marchite, hiszpański duchowny katolicki, biskup
- 1937:
  - Bernadetta Matuszczak, polska kompozytorka
  - Joe Viterelli, amerykański aktor pochodzenia włoskiego (zm. 2004)
- 1938:
  - Kazım Ayvaz, turecki zapaśnik (zm. 2020)
  - Marian Różycki, polski zootechnik, genetyk (zm. 2014)
  - Grzegorz Tuderek, polski inżynier, menedżer, polityk, poseł na Sejm RP (zm. 2024)
  - Anna Wierzbicka, polska językoznawczyni, wykładowczyni akademicka
  - Behruz Wosughi, irański aktor pochodzenia azerskiego
- 1939:
  - Irina Press, rosyjska lekkoatletka, płotkarka (zm. 2004)
  - Stanisław Radwan, polski reżyser teatralny, scenarzysta, kompozytor (zm. 2023)
  - Zygmunt Samosiuk, polski operator filmowy (zm. 1983)
- 1940:
  - Ihor Duda, ukraiński historyk sztuki, działacz społeczny, redaktor
  - LeRoy Ellis, amerykański koszykarz (zm. 2012)
  - Elżbieta Franke, polska florecistka, trenerka
  - Lidia Kuchtówna, polska historyk teatru, teatrolog, wykładowczyni akademicka (zm. 2023)
  - Dante Lafranconi, włoski duchowny katolicki, biskup Cremony
  - Jerzy Mąkowski, polski artysta fotograf
  - Abdollah Mowahhed, irański zapaśnik
  - Chuck Norris, amerykański aktor, producent filmowy i telewizyjny, mistrz sztuk walki
  - David Rabe, amerykański dramaturg, scenarzysta filmowy
  - Finn Thorsen, norweski piłkarz, trener, łyżwiarz szybki
- 1941:
  - Jan Boba, polski pianista jazzowy
  - Péter Mansfeld, węgierski uczeń, ofiara reżimu komunistycznego (zm. 1959)
  - Teodor Meleșcanu, rumuński prawnik, polityk, dyplomata
  - Arifin C. Noer, indonezyjski poeta, dramaturg, reżyser, scenarzysta i producent filmowy (zm. 1995)
  - Vincent Ri Pyung-ho, południowokoreański duchowny katolicki, biskup Jeonju
  - George P. Smith, amerykański chemik, wykładowca akademicki, laureat Nagrody Nobla
  - Martin Van Den Bossche, belgijski kolarz szosowy
  - Piotr Warzecha, polski kompozytor, dyrygent, pedagog (zm. 2015)
  - Andrzej Woźnicki, polski pracownik naukowy, związkowiec, polityk, poseł na Sejm RP
- 1942:
  - Anna Frajlich, polska pisarka, poetka pochodzenia żydowskiego
  - Waltraud Kaufmann, niemiecka lekkoatletka, biegaczka średniodystansowa
- 1943:
  - Marshall Fritz, amerykański aktywista libertariański, działacz społeczny (zm. 2008)
  - Wiktor Igumenow, rosyjski zapaśnik
  - Stanisław Staszewski, ukraiński polityk pochodzenia polskiego
- 1944:
  - Richard Gant, amerykański aktor
  - Guy Sorman, francuski dziennikarz, publicysta, filozof
  - Jesper Svenbro, szwedzki poeta, filolog klasyczny
  - Jean Marie Vũ Tất, wietnamski duchowny katolicki, biskup Hưng Hóa
- 1945:
  - Wojciech Czech, polski architekt, polityk
  - Ladislav Štaidl, czeski muzyk, kompozytor, producent muzyczny (zm. 2021)
- 1946:
  - Ryszard Forbrich, polski fryzjer, działacz piłkarski
  - Miloš Jelínek, czeski kolarz torowy
  - Jonas Kindurys, litewski architekt, dyplomata
  - Julia Lebel-Arias, argentyńska szachistka
- 1947:
  - John ’Oke Afareha, nigeryjski duchowny katolicki, biskup Warri
  - Kim Campbell, kanadyjska polityk, premier Kanady
  - Andrew Parrott, brytyjski dyrygent
  - Tom Scholz, amerykański muzyk, członek zespołu Boston, inżynier, wynalazca, filantrop
- 1948:
  - Jean-Pierre Adams, francuski piłkarz pochodzenia senegalskiego (zm. 2021)
  - Paul Badde, niemiecki historyk, dziennikarz
  - Austin Carr, amerykański koszykarz, komentator sportowy
  - Pat Gallagher, irlandzki polityk
  - Rubén Glaria, argentyński piłkarz, trener
  - Zbigniew Grzegorzewski, polski tłumacz języka migowego, pedagog
  - Sanji Inoue, japoński kolarz torowy
  - Zbigniew Jedliński, polski koszykarz (zm. 2018)
- 1949:
  - Henryk Krawczyk, polski samorządowiec, wójt gminy Wręczyca Wielka
  - Jerzy Melcer, polski piłkarz ręczny
  - Sam Rainsy, kambodżański polityk
  - Nikołaj Smolnikow, rosyjski piłkarz, trener
  - Ivo Wortmann, brazylijski piłkarz, trener
- 1950:
  - Carlos Roberto Flores Facussé, honduraski polityk, prezydent Hondurasu
  - Karlheinz Klotz, niemiecki lekkoatleta, sprinter
  - Aleksandra Małachowska, polska ogrodnik, polityk, poseł na Sejm RP
- 1951:
  - Brad Fiedel, amerykański kompozytor muzyki filmowej
  - Ireneusz Jóźwiak, polski informatyk, wykładowca akademicki (zm. 2025)
  - Urszula Lietke, polska piłkarka ręczna
  - Andrzej Pęczak, polski polityk, wojewoda łódzki, poseł na Sejm RP
  - Jacques Rousseau, francuski lekkoatleta, skoczek w dal (zm. 2024)
  - Andrzej Wasilewicz, polski aktor, reżyser i producent filmowy (zm. 2016)
- 1952:
  - Janusz Byliński, polski polityk, minister rolnictwa i gospodarki żywnościowej
  - Jan Legierski, polski kombinator norweski
  - Morgan Tsvangirai, zimbabweński związkowiec, obrońca praw człowieka, polityk, premier Zimbabwe (zm. 2018)
  - Giovanni Maria Vian, włoski profesor filologii patrystycznej, dziennikarz
  - Jürgen Wiefel, niemiecki strzelec sportowy
- 1953:
  - Debbie Brill, kanadyjska lekkoatletka, skoczkini wzwyż
  - Borys (Dobrew), bułgarski biskup prawosławny
  - Åke Edwardson, szwedzki pisarz
  - Paul Haggis, kanadyjski reżyser, scenarzysta i producent filmowy
  - Anna Kołyszko, polska tłumaczka (zm. 2009)
  - Andreas Lawaty, niemiecki historyk, slawista
  - Erardo Cristoforo Rautenberg, niemiecki prawnik, prokurator generalny Brandenburgii (zm. 2018)
  - Waldemar Świć, polski szachista, trener
- 1954:
  - Didier Barbelivien, francuski piosenkarz, kompozytor, autor tekstów
  - Tina Charles, brytyjska piosenkarka
  - Lupita D’Alessio, meksykańska aktorka, piosenkarka
  - Luc Dardenne, belgijski reżyser filmowy
  - Czesław Drozd, polski hokeista
  - Giana Romanowa, ukraińska lekkoatletka, biegaczka średniodystansowa i przełajowa
- 1955:
  - Juliusz Machulski, polski reżyser, producent i scenarzysta filmowy
  - Ignazio Marino, włoski chirurg, polityk, burmistrz Rzymu
  - Toshio Suzuki, japoński kierowca wyścigowy
- 1956:
  - Wiktor Awdyszew, rosyjski zapaśnik (zm. 2025)
  - Robert Bourgon, kanadyjski duchowny katolicki, biskup Hearst
  - Michał Kornatowski, polski lekarz, polityk, wiceminister zdrowia (zm. 2016)
  - Mitchell Lichtenstein, amerykański aktor, reżyser i scenarzysta filmowy
  - Robert Llewellyn, brytyjski aktor, komik, pisarz, prezenter telewizyjny
  - Larry Myricks, amerykański lekkoatleta, skoczek w dal
  - Henry Smith, szkocki piłkarz, bramkarz
- 1957:
  - Pervenche Berès, francuska polityk
  - Fernando Chomalí Garib, chilijski duchowny katolicki, arcybiskup metropolita Concepción
  - Mino Cinelu, francuski perkusista, kompozytor, producent muzyczny
  - Armando Domingues, portugalski duchowny katolicki, biskup pomocniczy Porto
  - Fernand Etgen, luksemburski polityk, przewodniczący Izby Deputowanych
  - Hans-Peter Friedrich, niemiecki polityk
  - Andrzej Huszcza, polski żużlowiec, trener
  - Usama ibn Ladin, saudyjski terrorysta, założyciel Al-Ka’idy (zm. 2011)
  - Marek Lipczyk, polski przedsiębiorca, samorządowiec, prezydent Dąbrowy Górniczej
  - Mładen Mładenow, bułgarski zapaśnik
  - Kim Robertson, nowozelandzka lekkoatletka, sprinterka
  - Shannon Tweed, kanadyjska aktorka
  - Jim White, amerykański piosenkarz, autor tekstów
- 1958:
  - Dragan Čavić, bośniacki polityk narodowości serbskiej
  - Garth Crooks, angielski piłkarz pochodzenia jamajskiego
  - Funny van Dannen, niemiecki piosenkarz, kompozytor, pisarz, malarz pochodzenia holenderskiego
  - Robert Inglot, polski aktor
  - Piotr Jabłkowski, polski szpadzista
  - Kamil Jankovský, czeski przedsiębiorca, polityk
  - Wojtek Łuka, polski malarz, grafik, rysownik
  - Anna Nasiłowska, polska pisarka, poetka, krytyk i historyk literatury
  - Antoni Skupień, polski żużlowiec, trener
  - Sharon Stone, amerykańska aktorka, modelka
- 1959:
  - José Luis Escobar Alas, salwadorski duchowny katolicki, arcybiskup San Salvador
  - Dariusz Jarosz, polski historyk
  - Stefania Kozik, polska lekkoatletka, biegaczka długodystansowa
  - Avital Selinger, izraelsko-holenderski siatkarz, trener
- 1960:
  - Uwe Fahrenkrog-Petersen, niemiecki kompozytor, klawiszowiec, producent muzyczny
  - Anthony Fisher, australijski duchowny katolicki, arcybiskup metropolita Sydney
  - Aécio Neves, brazylijski polityk
  - Jan Ottosson, szwedzki biegacz narciarski
- 1961:
  - Adam Abramowicz, polski menedżer, polityk, poseł na Sejm RP
  - Laurel Clark, amerykańska lekarka, astronautka (zm. 2003)
  - Roman Perucki, polski organista, pedagog
  - Washington César Santos, brazylijski piłkarz (zm. 2014)
- 1962:
  - Jasmine Guy, amerykańska aktorka
  - Zbigniew Król, polski lekarz, urzędnik państwowy
  - Seiko Matsuda, japońska piosenkarka
  - Jean-Paul Vesco, francuski duchowny katolicki, biskup Oranu
- 1963:
  - Jeff Ament, amerykański muzyk, basista, członek zespołu Pearl Jam
  - Anna Maria Corazza Bildt, włoska i szwedzka polityk
  - Olaf Deriglasoff, polski gitarzysta, basista, muzyk sceny niezależnej, kompozytor, autor tekstów, aranżer, producent muzyczny
  - Marek Łapiński, polski generał brygady Straży Granicznej, urzędnik państwowy
  - Rick Rubin, amerykański producent muzyczny
- 1964:
  - Edward, hrabia Wesseksu
  - Neneh Cherry, szwedzka piosenkarka
  - Osvaldo Guidi, argentyński aktor (zm. 2011)
  - Jacek Jaśkowiak, polski samorządowiec, prezydent Poznania
  - Anton Polster, austriacki piłkarz
- 1965:
  - Stefan Çapaliku, albański pisarz, dramaturg
  - Alex Fiorio, włoski kierowca wyścigowy
  - Jacek Grembocki, polski piłkarz, trener
  - Anders Jarl, szwedzki kolarz szosowy
  - Anna Machcewicz, polska historyczka i dziennikarka
  - Jillian Richardson, kanadyjska lekkoatletka, sprinterka
- 1966:
  - Edie Brickell, amerykańska piosenkarka, autorka tekstów
  - Michaił Marchiel, białoruski piłkarz, trener
  - Snežana Samardžić-Marković, serbska polityk
  - Phil X, kanadyjski gitarzysta pochodzenia greckiego, członek zespołu Bon Jovi
- 1967:
  - Concha Andreu, hiszpańska polityk, prezydent La Rioja
  - Michał Cichy, polski dziennikarz, historyk
  - Gennadiusz (Gogolew), rosyjski biskup prawosławny
  - David Grann, amerykański dziennikarz, pisarz
  - Joanna Voss, polska aktorka
- 1968:
  - Melih Abdulhayoglu, amerykański przedsiębiorca pochodzenia tureckiego
  - Joanna Osińska, polska dziennikarka, prezenterka telewizyjna, lektorka
  - Pavel Srniček, czeski piłkarz, bramkarz (zm. 2015)
  - Krzysztof Szydłowski, polski polityk, przedsiębiorca, senator RP
- 1969:
  - Paget Brewster, amerykańska aktorka
  - Artur Dunin, polski geodeta, polityk, poseł na Sejm RP
  - Kokane, amerykański raper, autor tekstów, producent muzyczny
  - Massimo Polidoro, włoski pisarz, dziennikarz, prezenter telewizyjny
  - Hany Ramzy, egipski piłkarz
  - Ximena Restrepo, kolumbijska lekkoatletka, sprinterka
  - Dave Sheridan, amerykański aktor, komik
  - Radovan Stanković, serbski żołnierz, zbrodniarz wojenny
  - József Szabó, węgierski pływak
- 1970:
  - Matthew Barlow, amerykański policjant, wokalista, członek zespołów: Cauldron, Iced Earth, The First State Force Band, Pyramaze i Ashes of Ares
  - Anna Karaszewska, polska socjolog, działaczka społeczna
  - Benoît Lutgen, belgijski i waloński samorządowiec, polityk
  - Perseo Miranda, włoski wokalista, muzyk, kompozytor, autor tekstów, pisarz
  - Tom Novy, niemiecki didżej, producent muzyczny
  - Grzegorz Pisalski, polski policjant, przedsiębiorca, polityk, poseł na Sejm RP
  - Rinke Rooyens, holendersko-polski producent, reżyser i scenarzysta programów telewizyjnych
  - Werner Schreyer, austriacki aktor, model
  - Michele Serena, włoski piłkarz
  - Hélia Souza, brazylijska siatkarka
- 1971:
  - Øyvind Berg, norweski skoczek narciarski
  - Jon Hamm, amerykański aktor, producent filmowy i telewizyjny
  - Dariusz Kaczanowski, polski ekonomista, polityk, poseł na Sejm RP
  - Juryj Szukanau, białoruski piłkarz, trener
  - Witold Śmiałek, polski polityk, poseł na Sejm RP, wicemarszałek województwa małopolskiego
- 1972:
  - Siaka Coulibaly, burkiński piłkarz, bramkarz
  - Hryhorij Kamyszenko, ukraiński zapaśnik
  - Dugarbaataryn Lchagwa, mongolski bokser
  - Timbaland, amerykański producent muzyczny
  - Paraskiewi Tsiamita, grecka lekkoatletka, trójskoczkini
- 1973:
  - Nick Bostrom, szwedzki filozof
  - Eva Herzigová, czeska modelka, aktorka
  - John LeCompt, amerykański gitarzysta, członek zespołów: Evanescence, We Are the Fallen i Machina
  - Fernando Medina, portugalski ekonomista, samorządowiec, polityk, burmistrz Lizbony
  - Chris Sutton, angielski piłkarz
- 1974:
  - Jörgen Brink, szwedzki biegacz narciarski
  - Cristián de la Fuente, chilijski aktor
  - Lasse Sætre, norweski łyżwiarz szybki
  - İbrahim Üzülmez, turecki piłkarz
  - Junior Witter, brytyjski bokser
- 1975:
  - DJ Aligator, irańsko-duński muzyk
  - Jerry Horton, amerykański gitarzysta, członek zespołu Papa Roach
  - Grzegorz Kaliciak, polski piłkarz
- 1976:
  - Ane Brun, norweska wokalistka
  - Frantz Granvorka, francuski siatkarz
  - Natalie Nicholson, amerykańska curlerka
  - Barbara Schett, austriacka tenisistka
- 1977:
  - Peter Enckelman, fiński piłkarz, bramkarz
  - Lenka Krobotová, czeska aktorka
  - Enrico Kühn, niemiecki bobsleista
  - Robin Thicke, amerykański piosenkarz, aktor
- 1978:
  - Karen Brødsgaard, duńska piłkarka ręczna
  - Benjamin Burnley, amerykański muzyk, wokalista, założyciel zespołu Breaking Benjamin
  - Camille Dalmais, francuska piosenkarka
  - Arseniusz (Glavčić), serbski biskup prawosławny
  - Zoltán Kammerer, węgierski kajakarz
  - Miha Pirih, słoweński wioślarz
  - Pornsawan Porpramook, tajski bokser
- 1979:
  - J.B. Bickerstaff, amerykański koszykarz, trener
  - Ashley Callus, australijski pływak
  - Edi Gathegi, amerykański aktor
  - Natasha Mayers, lekkoatletka reprezentująca Saint Vincent i Grenadyny, sprinterka
- 1980:
  - Michał Baran, polski koszykarz, trener
  - Florin Cernat, rumuński piłkarz
  - William Chiroque, peruwiański piłkarz
  - Claire Hedenskog, szwedzka pływaczka
  - Sara Maldonado, meksykańska aktorka
  - Anna Zozulia, ukraińska szachistka
- 1981:
  - Monika Bejnar, polska lekkoatletka, sprinterka
  - Diego Colotto, argentyński piłkarz
  - Elina Duni, szwajcarska wokalistka jazzowa pochodzenia albańskiego
  - Samuel Eto’o, kameruński piłkarz
  - Katarzyna Haras, polska śpiewaczka operowa (mezzosopran)
  - Jaffar Khan, pakistański piłkarz, bramkarz
  - Ángel López, hiszpański piłkarz
  - Jonathan Marray, brytyjski tenisista
  - Steven Reid, irlandzki piłkarz pochodzenia angielskiego
  - Adam Siemion, polski aktor
- 1982:
  - Uli Basler, niemiecki skoczek narciarski
  - Kwame Brown, amerykański koszykarz
  - Xisco Campos, hiszpański piłkarz
  - Kryštof Hádek, czeski aktor
  - Florian Heller, niemiecki piłkarz
  - Andreas Johansson, szwedzki piłkarz
  - Shin Koyamada, amerykański aktor, producent filmowy pochodzenia japońskiego
  - Thomas Middleditch, kanadyjski aktor, komik, scenarzysta pochodzenia brytyjskiego
- 1983:
  - Natasha Alam, amerykańska modelka, aktorka
  - Jelena Bowina, rosyjska tenisistka
  - Ryu Hyun-kyung, południowokoreańska aktorka i reżyserka filmowa
  - Carrie Underwood, amerykańska piosenkarka
- 1984:
  - Ruan Pienaar, południowoafrykański rugbysta
  - Olivia Wilde, amerykańska aktorka
  - Jan Ciharau, białoruski piłkarz
- 1985:
  - Lolita Limura, grecka koszykarka
  - Giorgia Baldelli, włoska siatkarka
  - Jackie Butler, amerykański koszykarz
  - Lee Jin-a, południowokoreańska tenisistka
  - Adrian Reid, jamajski piłkarz
- 1986:
  - Jon Aaraas, norweski skoczek narciarski
  - Siergiej Szyrokow, rosyjski hokeista
  - Andriej Titicz, rosyjski siatkarz
- 1987:
  - Abdallah Deeb, jordański piłkarz
  - Vavřinec Hradilek, czeski kajakarz górski
  - Jowita Jaroszewicz, polska siatkarka
  - Miroje Jovanović, czarnogórski piłkarz
  - Ebba Jungmark, szwedzka lekkoatletka, skoczkini wzwyż
  - Apakuki Maʻafu, tongański rugbysta
  - Tuukka Rask, fiński hokeista
  - Emeli Sandé, brytyjska piosenkarka, autorka tekstów
  - Māris Štrombergs, łotewski kolarz BMX
- 1988:
  - Ben Barker, brytyjski żużlowiec
  - Hana Čutura, chorwacka siatkarka
  - Mohammed Gambo, nigeryjski piłkarz
  - Edgars Gauračs, łotewski piłkarz
  - Erika Kinsey, szwedzka lekkoatletka, skoczkini wzwyż
  - Alyssa Lampe, amerykańska zapaśniczka
  - Wiktor Lebiediew, rosyjski zapaśnik
  - Quincy Pondexter, amerykański koszykarz
  - Ivan Rakitić, chorwacki piłkarz
  - Clarissa dos Santos, brazylijska koszykarka
  - Joona Toivio, fiński piłkarz
  - Jebichi Yator, kenijska lekkoatletka, biegaczka długodystansowa
- 1989:
  - Etrit Berisha, albański piłkarz, bramkarz
  - Maxime Gonalons, francuski piłkarz
  - Stefanie Heinzmann, szwajcarska piosenkarka
  - Dayán Viciedo, kubański baseballista
- 1990:
  - Tina Trebec, słoweńska koszykarka
  - Inna Dierigłazowa, rosyjska florecistka
  - Claudia Steger, niemiecka siatkarka
  - Stefanie Vögele, szwajcarska tenisistka
- 1991:
  - Artak Aleksanian, ormiański piłkarz
  - Marko Panić, bośniacki piłkarz ręczny
  - Annika Roloff, niemiecka lekkoatletka, tyczkarka
  - Carlene Sluberski, amerykańska zapaśniczka pochodzenia polskiego
  - Kenshi Yonezu, japoński muzyk, piosenkarz, autor tekstów, producent muzyczny, ilustrator
- 1992:
  - Pyłyp Budkiwski, ukraiński piłkarz
  - Roderick Camphor, amerykański koszykarz
  - Neeskens Kebano, kongijski piłkarz
  - Emily Osment, amerykańska aktorka, piosenkarka
  - Emilia Szubert, polska siatkarka
- 1993:
  - Jack Butland, angielski piłkarz, bramkarz
  - Alfred Duncan, ghański piłkarz
  - Gabriela Janik, polska gimnastyczka
  - Alassane Pléa, francuski piłkarz pochodzenia malijskiego
- 1994:
  - Mohamed Daf, senegalski piłkarz
  - Antonio Milić, chorwacki piłkarz
  - Weronika Szmajdzińska, polska modelka
- 1995:
  - Naa Anang, australijska lekkoatletka, skoczkini w dal
  - Domingos Duarte, portugalski piłkarz
  - Iryna Heraszczenko, ukraińska lekkoatletka, skoczkini wzwyż
  - Zach LaVine, amerykański koszykarz
  - Siergiej Mozgow, rosyjski łyżwiarz figurowy
  - Aaliyah Telesford, trynidadzko-tobagijska lekkoatletka, sprinterka
- 1996 – Onur Balkan, turecki kolarz szosowy
- 1997:
  - Belinda Bencic, szwajcarska tenisistka pochodzenia słowackiego
  - Ana Carrasco, hiszpańska motocyklistka wyścigowa
  - Sarasadat Chademalszari’e, irańska szachistka
  - Ángela Salvadores, hiszpańska koszykarka
- 1998 – Elijah Hughes, amerykański koszykarz
- 1999:
  - Kai Harada, japoński wspinacz sportowy
  - Matheus Thuler, brazylijski piłkarz
- 2000:
  - Angel Baker, amerykańska koszykarka
  - Roko Blažević, chorwacki piosenkarz
  - Ilaj Elmkies, izraelski piłkarz
  - Thiago Seyboth Wild, brazylijski tenisista
- 2001:
  - Charles De Ketelaere, belgijski piłkarz
  - Abigail Forbes, amerykańska tenisistka
  - Jonáš Forejtek, czeski tenisista
- 2002:
  - Keon Johnson, amerykański koszykarz
  - Ian Maatsen, holenderski piłkarz pochodzenia surinamskiego
  - Noni Madueke, angielski piłkarz pochodzenia nigeryjskiego
  - Jewhen Małyszew, ukraiński biathlonista, żołnierz (zm. 2022)
- 2003:
  - Kałmira Bilimbek kyzy, kirgiska zapaśniczka
  - Li Fanghui, chińska narciarka dowolna
- 2005:
  - Daniel Chițigoi, rumuński siatkarz
  - Anastasija Mietiołkina, rosyjsko-gruzińska łyżwiarka figurowa
- 2006 – Kyle Alessandro, norweski piosenkarz, autor tekstów

## Zmarli
- 483 – Symplicjusz, papież, święty (ur. ?)
- 1221 – Pietro Cattani, włoski franciszkanin (ur. ?)
- 1222 – Jan I Sverkersson, król Szwecji (ur. 1201)
- 1312 – Kazimierz, książę opolsko-bytomski (ur. 1253–57)
- 1387 – Tokushō Bassui, japoński mistrz zen (ur. 1327)
- 1391 – Tvrtko I Kotromanić, ban Bośni (ur. 1338)
- 1513 – John de Vere, angielski arystokrata, dowódca wojskowy (ur. 1442)
- 1526 – Janusz III, książę mazowiecki (ur. ok. 1502)
- 1528 – Balthasar Hubmaier, niemiecki anabaptysta (ur. ok. 1480/81)
- 1573 – Hans Mielich, niemiecki malarz (ur. 1516)
- 1584 – Thomas Norton, angielski prawnik, poeta, dramaturg (ur. 1532)
- 1585 – Rembert Dodoens, flamandzki lekarz, herbarysta, botanik (ur. 1517)
- 1592:
  - Michael Coxcie, flamandzki malarz (ur. 1499)
  - Leonardo Garzoni, włoski jezuita, fizyk (ur. 1543)
- 1606 – Jakub, cesarz Etiopii (ur. ok. 1590)
- 1615 – Jan Ogilvie, szkocki jezuita, święty (ur. 1579)
- 1637 – Bogusław XIV, książę pomorski, biskup pomorskiego Kościoła ewangelickiego (ur. 1580)
- 1694 – Władysław Łoś, polski szlachcic, polityk (ur. ?)
- 1701 – Johann Schelle, niemiecki kompozytor (ur. 1648)
- 1719 – Jean-Baptiste Alexandre Le Blond, francuski architekt, projektant ogrodów (ur. 1679)
- 1730 – Teresa Kunegunda Sobieska, królewna polska, księżna bawarska (ur. 1679)
- 1733 – Joachim Otto von Bassewitz, szambelan królewsko-polski i elektorsko-saski, tajny radca holsztyński (ur. 1686)
- 1746 – Fryderyk Wilhelm, książę Saksonii-Meiningen (ur. 1679)
- 1752 – Johann Christoph Knöffel, niemiecki architekt (ur. 1686)
- 1754 – Marc de Beauveau-Craon, francuski arystokrata, dyplomata (ur. 1679)
- 1757 – Johann Joseph von Trautson, austriacki duchowny katolicki, arcybiskup Wiednia, kardynał (ur. 1704)
- 1759 – Nicolas-Charles de Saulx-Tavannes, francuski duchowny katolicki, arcybiskup Rouen, kardynał (ur. 1690)
- 1766 – Jane Colden, amerykańska botanik (ur. 1724)
- 1767 – Kitty Fischer, brytyjska kurtyzana (ur. 1741)
- 1772 – Fryderyk III, książę Saksonii-Gothy-Altenburga, regent Saksonii-Weimaru-Eisenach (ur. 1699)
- 1776 – Élie Fréron, francuski dziennikarz, krytyk, filozof (ur. 1718)
- 1792 – John Stuart, brytyjski arystokrata, polityk, premier Wielkiej Brytanii (ur. 1713)
- 1807 – Jean Thurel, francuski żołnierz (ur. 1698)
- 1819 – Friedrich Heinrich Jacobi, niemiecki filozof, pisarz (ur. 1743)
- 1822 – Józef Wybicki, polski polityk, działacz niepodległościowy, prozaik, poeta (ur. 1747)
- 1823 – Antoni Amilkar Kosiński, polski generał (ur. 1769)
- 1825 – Carl Mollweide, niemiecki matematyk, kartograf (ur. 1774)
- 1826 – Jan VI, król Portugalii (ur. 1767)
- 1827 – Hilary Szpilowski, polski architekt, wykładowca akademicki (ur. 1753)
- 1828 – (lub 1827) Fortunat Jurewicz, polski zoolog i lekarz, filareta, wykładowca akademicki (ur. 1801)
- 1832:
  - Muzio Clementi, włoski pianista, kompozytor (ur. 1752)
  - Walerian Dzieduszycki, polski ziemianin, działacz patriotyczny, podróżnik, uczony amator (ur. 1754)
- 1836:
  - Franciszek Faygiel, polski duchowny katolicki, pedagog (ur. 1777)
  - Franciszek Grabowski, polski szlachcic, polityk (ur. 1750)
- 1839 – Jorge de Benavente, peruwiański duchowny katolicki, arcybiskup metropolita Limy, prymas Peru (ur. 1784)
- 1846 – Jan Alfons Brandt, polski lekarz, uczestnik powstania listopadowego (ur. 1812)
- 1847:
  - Charles Hatchett, brytyjski chemik (ur. 1765)
  - Nepomucena Kostecka, polska aktorka (ur. 1807)
- 1851 – Leopold Burbon-Sycylijski, książę Salerno (ur. 1790)
- 1855:
  - Karol (V) Burbon, karlistowski pretendent do tronu Hiszpanii (ur. 1788)
  - Kalman Rothschild, niemiecki bankier pochodzenia żydowskiego (ur. 1788)
- 1856:
  - Franciszek Paszkowski, polski generał brygady (ur. 1778)
  - Jacques Subervie, francuski generał (ur. 1776)
- 1857 – Wincenty Kalkstein, polski polityk, działacz gospodarczy, uczestnik powstania listopadowego (ur. 1795)
- 1861 – Taras Szewczenko, ukraiński poeta, malarz (ur. 1814)
- 1864 – Maksymilian II, król Bawarii (ur. 1811)
- 1869 – Jan Józef Lataste, francuski dominikanin, błogosławiony (ur. 1832)
- 1870:
  - Francis Berkeley, brytyjski arystokrata, polityk (ur. 1794)
  - Ignaz Moscheles, niemiecki pianista, kompozytor, dyrygent pochodzenia czeskiego (ur. 1794)
- 1872 – Giuseppe Mazzini, włoski rewolucjonista (ur. 1805)
- 1873 – Paulina, królowa Wirtembergii (ur. 1800)
- 1874 – Moritz Hermann Jacobi, rosyjski elektrotechnik, fizyk, wykładowca akademicki pochodzenia żydowsko-niemieckiego (ur. 1801)
- 1879 – Paul von Thurn und Taxis, niemiecki arystokrata, w (ur. 1843)
- 1882:
  - Emil Pfeiffer, austriacki adwokat, polityk (ur. 1832)
  - Charles Wyville Thomson, szkocki przyrodnik (ur. 1830)
- 1884 – Bernardo Guimarães, brazylijski pisarz (ur. 1825)
- 1885 – Antoni Junosza Gałecki, polski duchowny katolicki, biskup, administrator apostolski diecezji krakowskiej (ur. 1811)
- 1889 – Jan IV Kassa, cesarz Etiopii (ur. 1831)
- 1895 – Charles Worth, brytyjski projektant mody (ur. 1826)
- 1897 – Teodulo Mabellini, włoski kompozytor (ur. 1817)
- 1898:
  - Maria Eugenia od Jezusa Milleret, francuska zakonnica, święta (ur. 1817)
  - George Müller, niemiecki misjonarz protestancki, działacz społeczny (ur. 1805)
- 1900:
  - Karl Doppler, austriacki kompozytor, flecista pochodzenia polsko-węgierskiego (ur. 1825)
  - Johann Peter Emilius Hartmann, duński kompozytor (ur. 1805)
  - Delfina Herbosa de Natividad, filipińska działaczka niepodległościowa (ur. 1879)
- 1903 – Sophie Gengembre Anderson, brytyjska malarka (ur. 1823)
- 1904 – Kazimierz Żuliński, polski duchowny katolicki, uczestnik powstania styczniowego (ur. 1831)
- 1906 – Szymon Wizunas Szydłowski, polski chorąży, uczestnik powstania styczniowego (ur. ?)
- 1907:
  - George Douglas-Pennant, brytyjski przedsiębiorca, polityk (ur. 1836)
  - Adam Idzikowski, polski inżynier kolejnictwa, uczestnik powstania styczniowego (ur. 1842)
- 1910:
  - Karl Lueger, austriacki polityk (ur. 1844)
  - Carl Reinecke, niemiecki kompozytor, pianista, dyrygent (ur. 1824)
- 1911 – Emilian Konopczyński, polski pedagog, filolog klasyczny, działacz społeczny, założyciel i dyrektor szkoły (ur. 1839)
- 1913 – Harriet Tubman, amerykańska abolicjonistka (ur. ok. 1820)
- 1914 – Bolesław Jędrzejowski, polski publicysta, działacz socjalistyczny  (ur. 1867)
- 1915 – Ferdynand Karol, arcyksiążę austriacki (ur. 1868)
- 1916 – Sámuel Teleki, węgierski podróżnik, odkrywca (ur. 1845)
- 1918 – Hans Joachim Buddecke, niemiecki pilot wojskowy, as myśliwski (ur. 1890)
- 1919:
  - Mark Jelizarow, rosyjski rewolucjonista, bolszewik (ur. 1863)
  - Leon Jogiches, polski działacz robotniczy pochodzenia żydowskiego (ur. 1867)
- 1920 – Wincenty Dembiński, polski podpułkownik (ur. 1846)
- 1925:
  - John Fillmore Hayford, amerykański geodeta (ur. 1868)
  - Myer Prinstein, amerykański lekkoatleta, skoczek w dal i trójskoczek (ur. 1878)
- 1927:
  - Louisa Dunkley, australijska telegrafistka, działaczka związkowa (ur. 1866)
  - Michalina Frenkiel-Niwińska, polska śpiewaczka operowa (mezzosopran) (ur. 1868)
  - Wincenty Myjak, polski działacz ludowy, polityk (ur. 1876)
- 1928 – Eliasz od Pomocy NMP Nieves Castillo, meksykański augustianin, męczennik, błogosławiony (ur. 1882)
- 1930:
  - Misuzu Kaneko, japońska poetka (ur. 1903)
  - Julius Raecke, niemiecki psychiatra (ur. 1872)
  - Rudolf Wlassak, austriacki fizjolog, neurolog, pionier szpitalnego leczenia choroby alkoholowej (ur. 1865)
- 1931 – Michaił Iskricki, rosyjski polityk, działacz emigracyjny (ur. 1873)
- 1932:
  - Paolo Boselli, włoski polityk, premier Włoch (ur. 1838)
  - Fritz Stier-Somlo, austro-węgierski prawnik, wykładowca akademicki pochodzenia żydowskiego (ur. 1873)
- 1933 – Norbert Klein, czeski duchowny katolicki, biskup Brna (ur. 1866)
- 1937:
  - Iwan Musulbas, radziecki polityk (ur. 1895)
  - Iwan Sporosz, radziecki polityk (ur. 1898)
  - Jewgienij Zamiatin, rosyjski pisarz science fiction, satyryk, krytyk literacki, publicysta (ur. 1884)
- 1938:
  - Alter Drujanow, żydowski pisarz, dziennikarz (ur. 1870)
  - Zinowij Kacnelson, radziecki funkcjonariusz służb specjalnych pochodzenia żydowskiego (ur. 1892)
  - Marie-Joseph Lagrange, francuski dominikanin, teolog, biblista (ur. 1855)
  - Isidor Milgram, radziecki funkcjonariusz służb specjalnych pochodzenia żydowskiego (ur. 1896)
  - (lub 11 marca) Stanisław Nowakowski, polski geograf, wykładowca akademicki (ur. 1888)
- 1939:
  - Nikołaj Jemiec, radziecki starszy major bezpieczeństwa państwowego (ur. 1898)
  - Gieorgij Pieskariow, radziecki komisarz wojskowy, polityk (ur. 1896)
  - Wasilij Simoczkin, radziecki polityk (ur. 1895)
  - Władysław Szymonowicz, polski histolog, embriolog, wykładowca akademicki (ur. 1869)
- 1940:
  - Michaił Bułhakow, rosyjski prozaik, dramaturg (ur. 1891)
  - Agnes von Krusenstjerna, szwedzka pisarka (ur. 1894)
- 1941:
  - Rachelina Ambrosini, włoska Służebnica Boża (ur. 1925)
  - Mojżesz Deutscher, polski dziennikarz, polityk, senator RP pochodzenia żydowskiego (ur. 1878)
  - Stefan Dziewulski, polski ekonomista, prawnik, wykładowca akademicki, redaktor, wydawca (ur. 1876)
  - Otto von Radowitz, niemiecki prawnik, urzędnik konsularny, dyplomata (ur. 1880)
  - Karol Wójcik, polski działacz komunistyczny i związkowy (ur. 1883)
- 1942:
  - William Henry Bragg, brytyjski matematyk, fizyk, wykładowca akademicki, laureat Nagroda Nobla (ur. 1862)
  - Michał Howorka, polski prawnik, polityk (ur. 1900)
- 1943:
  - Otto Modersohn, niemiecki malarz (ur. 1865)
  - Antoni Szoja, polski plutonowy podchorąży (ur. 1910)
- 1944:
  - Lew Korobczuk, polski duchowny i męczennik prawosławny (ur. 1919)
  - Jean-Baptiste Lebas, francuski polityk, samorządowiec, mer Roubaix (ur. 1878)
  - Emanuel Ringelblum, polsko-żydowski historyk, pedagog, twórca podziemnego Archiwum Getta Warszawskiego (ur. 1900)
- 1945:
  - Stanisław Guzik, polski duchowny katolicki (ur. 1905)
  - Aleksandr Hatisian, ormiański lekarz, polityk, premier Demokratycznej Republiki Armenii, emigracyjny działacz narodowy, pisarz, publicysta, tłumacz (ur. 1874)
  - Kindrat Kłymenko, radziecki major (ur. 1913)
  - Jan Rucker, polski przemysłowiec, działacz gospodarczy, radny lwowski pochodzenia żydowskiego (ur. 1867)
  - Stanisław Zieliński, polski duchowny katolicki (ur. 1911)
- 1946:
  - Karl Haushofer, niemiecki generał, geograf, geopolityk (ur. 1869)
  - Karl Hans Strobl, austriacki pisarz (ur. 1877)
- 1947:
  - Harukichi Hyakutake, japoński generał, polityk (ur. 1888)
  - Diemjan Kowalow, radziecki funkcjonariusz służb specjalnych (ur. 1894)
  - Walter Rogowski, niemiecki inżynier elektryk, konstruktor, wynalazca pochodzenia polskiego (ur. 1881)
  - Andriej Siewastjanow, radziecki kombrig, kolaborant (ur. 1887)
- 1948:
  - Jan Masaryk, czechosłowacki polityk, minister spraw zagranicznych (ur. 1886)
  - Jewgienij Słucki, rosyjsko-ukraiński matematyk, ekonomista (ur. 1880)
- 1949 – James Rector, amerykański lekkoatleta, sprinter (ur. 1884)
- 1950 – Marguerite De La Motte, amerykańska aktorka (ur. 1902)
- 1951:
  - Max Henze, niemiecki Brigadeführer SS, zbrodniarz nazistowski (ur. 1899)
  - Stanisław Jackowski, polski rzeźbiarz (ur. 1887)
  - Jussi Kurikkala, fiński biegacz narciarski, lekkoatleta, maratończyk (ur. 1912)
  - Kijūrō Shidehara, japoński dyplomata, polityk, premier Japonii (ur. 1872)
- 1953:
  - Charles Gordon Curtis, amerykański przemysłowiec, wynalazca (ur. 1860)
  - Ignacy Dubowski, polski duchowny katolicki, biskup ordynariusz diecezji łucko-żytomierskiej, administrator apostolski diecezji kamienieckiej (ur. 1874)
- 1954 – Eugeniusz Zuger, polski podpułkownik piechoty (ur. 1882)
- 1955:
  - Étienne Arnaud, francuski scenarzysta i reżyser filmowy (ur. 1879)
  - Mieczysław Bronikowski, polski profesor nauk technicznych (ur. 1860)
  - Jan Czernecki, polski wydawca, księgarz, historyk, pisarz, fotograf (ur. 1871)
- 1956:
  - Åke Fjästad, szwedzki piłkarz (ur. 1887)
  - Vere Ponsonby, brytyjski arystokrata, polityk (ur. 1880)
  - Jack Wilson, amerykański bokser (ur. 1918)
  - Jan Zaorski, polski major lekarz, chirurg, wykładowca akademicki (ur. 1887)
- 1957:
  - Stefan Glon, polski bokser (ur. 1908)
  - Eugeniusz Wilczkowski, polski psychiatra, wykładowca akademicki (ur. 1895)
  - Józef Woźnicki, polski komandor podporucznik, profesor nauk technicznych (ur. 1893)
- 1958 – Karl Wazulek, austriacki łyżwiarz szybki (ur. 1914)
- 1959 – Maurycy Janowski, polski śpiewak operowy (tenor), aktor (ur. 1889)
- 1962:
  - Juan March Ordinas, hiszpański przedsiębiorca (ur. 1880)
  - Kazimierz Piotrowski, polski taternik, alpinista, narciarz, pilot sportowy (ur. 1890)
- 1963 – André Maschinot, francuski piłkarz (ur. 1903)
- 1965:
  - Jean Boyer, francuski reżyser filmowy (ur. 1901)
  - Stałe Popow, macedoński pisarz (ur. 1902)
- 1966:
  - Gustáv Nedobrý, słowacki działacz turystyczny, taternik, ratownik górski (ur. 1893)
  - Frits Zernike, holenderski fizyk, laureat Nagrody Nobla (ur. 1888)
- 1969 – Jimmy Wilde, walijski bokser (ur. 1892)
- 1970:
  - Jerzy Lau, polski poeta, krytyk literacki i teatralny, tłumacz (ur. 1917)
  - Marian Romeyko, polski pułkownik pilot (ur. 1897)
  - Christel Wehage, niemiecka psychoterapeutka, ofiara muru berlińskiego (ur. 1946)
  - Eckhard Wehage, niemiecki bosman, ofiara muru berlińskiego (ur. 1948)
- 1971:
  - Edmund Nowicki, polski duchowny katolicki, biskup gdański (ur. 1900)
  - Janusz Popławski, polski śpiewak operowy i operetkowy (ur. 1898)
  - Montagu Stopford, brytyjski generał (ur. 1892)
- 1974:
  - Bolesław Kominek, polski duchowny katolicki, arcybiskup metropolita wrocławski, kardynał (ur. 1903)
  - Gierman Motowiłow, radziecki polityk (ur. 1902)
- 1976 – Curt Querner, niemiecki malarz (ur. 1904)
- 1977:
  - E. Power Biggs, amerykański organista pochodzenia brytyjskiego (ur. 1906)
  - José Perácio, brazylijski piłkarz (ur. 1917)
  - Willem Schermerhorn, holenderski polityk, premier Holandii (ur. 1894)
  - Andre Strohl, francuski fizjolog (ur. 1887)
- 1980 – Antoni Górszczyk, polski etnograf, historyk amator, nauczyciel (ur. 1892)
- 1982:
  - Erik Larsson, szwedzki biegacz narciarski (ur. 1912)
  - Tadż ol-Moluk, królowa-matka Iranu (ur. 1896)
  - Adam Stadnicki, polski ziemianin (ur. 1882)
  - Milo Urban, słowacki prozaik, eseista, tłumacz (ur. 1904)
- 1983 – Paul Géraldy, francuski poeta, prozaik, dramaturg (ur. 1885)
- 1984 – Dino Shafeek, banglijski aktor (ur. 1930)
- 1985:
  - Konstantin Czernienko, radziecki polityk komunistyczny, sekretarz generalny KPZR, przywódca ZSRR (ur. 1911)
  - Edmund Ernest-Kosmowski, polski malarz (ur. 1900)
  - Cornelis Bernardus van Niel, amerykański mikrobiolog pochodzenia holenderskiego (ur. 1897)
- 1986:
  - Ray Milland, amerykański aktor (ur. 1905)
  - Emerson Norton, amerykański lekkoatleta, wieloboista (ur. 1900)
- 1987 – Jakub Gąsienica Wawrytko, polski ratownik górski, przewodnik tatrzański (ur. 1908)
- 1988:
  - Glenn Cunningham, amerykański lekkoatleta, średniodystansowiec (ur. 1909)
  - Andy Gibb, brytyjski piosenkarz (ur. 1958)
- 1993 – Guido Wieland, austriacki aktor (ur. 1906)
- 1994:
  - Roger Bocquet, szwajcarski piłkarz, trener (ur. 1921)
  - Włodzimierz Haupe, polski reżyser i scenarzysta filmowy (ur. 1924)
  - Robert Shea, amerykański pisarz (ur. 1933)
- 1997:
  - LaVern Baker, amerykańska wokalistka bluesowa (ur. 1929)
  - İmam Mustafayev, azerski polityk komunistyczny (ur. 1910)
- 1998 – Lloyd Bridges, amerykański aktor (ur. 1913)
- 2000:
  - Judith Barrett, amerykańska aktorka (ur. 1909)
  - William Porter, amerykański lekkoatleta, płotkarz (ur. 1926)
- 2001:
  - Zenny de Azevedo, brazylijski koszykarz (ur. 1925)
  - Fatmir Haxhiu, albański wojskowy, malarz (ur. 1927)
- 2002 – George Mungwa, zambijski trener piłkarski (ur. ?)
- 2003:
  - Marina Ładynina, rosyjska aktorka (ur. 1908)
  - Luděk Pachman, czeski szachista (ur. 1924)
  - Barry Sheene, brytyjski motocyklista wyścigowy (ur. 1950)
  - Naftali Temu, kenijski lekkoatleta, długodystansowiec (ur. 1945)
- 2004:
  - Norbert Grupe, niemiecki bokser, aktor (ur. 1940)
  - Remigiusz Kossakowski, polski śpiewak operowy (baryton) (ur. 1931)
- 2005:
  - Dave Allen, irlandzki komik (ur. 1936)
  - Walter Arendt, niemiecki polityk (ur. 1925)
  - Volker Pingel, niemiecki archeolog (ur. 1941)
- 2006:
  - Anna Moffo, amerykańska śpiewaczka operowa (sopran) (ur. 1932)
  - John Profumo, brytyjski polityk (ur. 1915)
- 2007:
  - Bud Allin, amerykański golfista (ur. 1944)
  - Richard Jeni, amerykański aktor, komik (ur. 1957)
  - Alfred Olek, polski piłkarz (ur. 1940)
- 2008:
  - Jan Knoppek, polski polityk (ur. 1939)
  - Radovan Lukavský, czeski aktor (ur. 1919)
  - Jerzy Wójcik, polski tancerz, choreograf, folklorysta, pedagog (ur. 1933)
- 2009:
  - Anatolij Sieglin, rosyjski hokeista, trener i sędzia hokejowy (ur. 1922)
  - Kazimierz Szołoch, polski działacz związkowy (ur. 1932)
  - Andrzej Wohl, polski aktor, producent i reżyser filmowy (ur. 1942)
  - Igor Woronczichin, rosyjski biegacz narciarski (ur. 1938)
- 2010 – Corey Haim, kanadyjski aktor (ur. 1971)
- 2012:
  - Jean Giraud, francuski scenarzysta, autor komiksów (ur. 1938)
  - Julio César González, meksykański bokser (ur. 1976)
  - Mykoła Pławjuk, ukraiński polityk, prezydent Ukrainy na emigracji, działacz społeczny (ur. 1925)
  - Frank Sherwood Rowland, amerykański chemik, laureat Nagrody Nobla (ur. 1927)
  - Nick Zoricic, kanadyjski narciarz dowolny (ur. 1983)
- 2013:
  - Lillian, szwedzka księżna (ur. 1915)
  - Zofia Saretok, polska aktorka (ur. 1938)
- 2014:
  - Heinz Bäni, szwajcarski piłkarz (ur. 1936)
  - Francesco De Nittis, włoski duchowny katolicki, arcybiskup, nuncjusz apostolski (ur. 1933)
  - Ludomir Goździkiewicz, polski zootechnik, polityk, poseł na Sejm RP (ur. 1935)
  - Amir Karokulow, tadżycki polityk (ur. 1942)
  - Patricia Laffan, brytyjska aktorka (ur. 1919)
  - Georges Lamia, francuski piłkarz, bramkarz (ur. 1933)
  - Tadeusz Pietrzak, polski generał, polityk, wiceminister spraw wewnętrznych, komendant główny MO (ur. 1926)
- 2015 – Agnieszka Kotlarska, polska aktorka (ur. 1971)
- 2016:
  - Anita Brookner, brytyjska pisarka (ur. 1928)
  - Bill Gadsby, kanadyjski hokeista (ur. 1927)
  - Roberto Perfumo, argentyński piłkarz (ur. 1942)
  - Maria Zoll-Czarnecka, polska lekarka, działaczka charytatywna (ur. 1928)
- 2017:
  - Jurij Koczmar, ukraiński kierowca rajdowy (ur. 1974)
  - Aníbal Ruiz, urugwajski trener piłkarski (ur. 1942)
  - John Surtees, brytyjski kierowca i motocyklista wyścigowy (ur. 1934)
- 2018:
  - Jadwiga Bałtakis, polska psycholog, działaczka społeczna, polityk, senator RP (ur. 1925)
  - Albina Barańska, polska dekoratorka wnętrz, scenograf i kostiumograf filmowa (ur. 1932)
  - Hubert de Givenchy, francuski projektant mody, kolekcjoner dzieł sztuki (ur. 1927)
- 2019:
  - Raven Grimassi, amerykański pisarz (ur. 1951)
  - İrsen Küçük, turecki polityk, premier Cypru Północnego (ur. 1940)
  - Florian Staniewski, polski aktor (ur. 1945)
  - René Valero, amerykański duchowny katolicki, biskup pomocniczy Brooklynu (ur. 1930)
  - Andrzej Wirth, polski teatrolog, krytyk teatralny (ur. 1927)
- 2020:
  - Stanisław Luft, polski reumatolog, uczestnik powstania warszawskiego (ur. 1924)
  - Marcelo Peralta, argentyński muzyk jazzowy (ur. 1961)
  - Gražina Ručytė-Landsbergienė, litewska pianistka, pierwsza dama (ur. 1930)
- 2021:
  - Hamed Bakayoko, iworyjski polityk, premier Wybrzeża Kości Słoniowej (ur. 1965)
  - Ali Mahdi Mohamed, somalijski polityk, prezydent Somalii (ur. 1938)
  - Stefan Raszeja, polski lekarz medycyny sądowej (ur. 1922)
  - Henryk Rozmiarek, polski piłkarz ręczny (ur. 1949)
- 2022:
  - Władimir Frołow, rosyjski generał major (ur. 1967)
  - León Genuth, argentyński zapaśnik (ur. 1931)
  - Jürgen Grabowski, niemiecki piłkarz (ur. 1944)
  - Jerzy Gurawski, polski architekt, scenograf, wykładowca akademicki (ur. 1935)
  - Wołodymyr Rohowski, ukraiński piłkarz (ur. 1954)
  - Witold Surowiecki, polski plastyk, rzeźbiarz, projektant znaczków pocztowych, wykładowca akademicki (ur. 1933)
- 2023:
  - Wołodymyr Blusiuk, ukraiński architekt, wykładowca akademicki (ur. 1937)
  - Renán López, boliwijski piłkarz (ur. 1939)
  - Janusz Weiss, polski dziennikarz, prezenter radiowy i telewizyjny (ur. 1948)
- 2024:
  - Percy Adlon, niemiecki reżyser, scenarzysta i producent filmowy, pisarz (ur. 1935)
  - Hanspeter Bellingrodt, kolumbijski strzelec sportowy (ur. 1943)
  - Eric Carmen, amerykański gitarzysta, wokalista, członek zespołu The Raspberries (ur. 1949)
  - Konstanty Ciciszwili, polski scenarzysta, reżyser teatralny i filmowy (ur. 1937)
  - Elżbieta Szczot, polska kanonistka, aktywistka społeczna (ur. 1965)
- 2025:
  - Natalja Achrimienko, rosyjska lekkoatletka, dyskobolka i kulomiotka (ur. 1955)
  - Krystyna Grochowska, polska wokalistka, członkini zespołu Alibabki (ur. 1942)
  - Stanley R. Jaffe, amerykański reżyser i producent filmowy (ur. 1940)
  - Jesús Antonio Lerma Nolasco, meksykański duchowny katolicki, biskup pomocniczy Meksyku, biskup Iztapalapa (ur. 1945)